# Grote Prijs van Lillers 2025
De zestigste editie van de wielerwedstrijd Grote Prijs van Lillers vond plaats op 9 maart 2025. De 116 deelnemers moesten een parcours van 193,6 kilometer in en rond Lillers afleggen. De wedstrijd maakte deel uit van de UCI Europe Tour, met de categorie 1.2. De Brit Matthew Brennan won, daags na zijn zege in de Tour des 100 Communes, voor Valentin Tabellion en Alfred George.

## Uitslag
| Plaats  | Naam               | Ploeg                             | Tijd     |
| ------- | ------------------ | --------------------------------- | -------- |
| Winnaar | Matthew Brennan    | Visma \| Lease a Bike Dev.        | 4u11'00" |
| 2       | Valentin Tabellion | Van Rysel Roubaix                 | z.t.     |
| 3       | Alfred George      | Dijon-Team Matériel-Velo.com      | z.t.     |
| 4       | Lars Vanden Heede  | Soudal Quick-Step Dev.            | z.t.     |
| 5       | Matys Grisel       | Lotto Dev.                        | z.t.     |
| 6       | Zeno Moonen        | Wanty-ReUz-Technord               | z.t.     |
| 7       | Tobias Müller      | Wanty-ReUz-Technord               | z.t.     |
| 8       | Dillon Corkery     | St Michel-Preference Home-Auber93 | z.t.     |
| 9       | Emmanuel Houcou    | Arkéa-B&B Hotels Cont.            | z.t.     |
| 10      | Matthew Fox        | Rouen 76                          | z.t.     |
| 11      | Marc Zafra         | Soudal Quick-Step Dev.            | z.t.     |
| 12      | Manu Guerinel      | Paris Cyclists Olympique          | z.t.     |
| 13      | Lewis Bower        | Cont. Groupama-FDJ                | z.t.     |
| 14      | Antoine L'Hote     | Decathlon AG2R La Mondiale Dev.   | z.t.     |
| 15      | Lucas Mainguenaud  | Vendée U Pays de la Loire         | z.t.     |
| 16      | Gilles Docx        | Wanty-ReUz-Technord               | z.t.     |
| 17      | Roman Holzer       | Tudor U23                         | z.t.     |
| 18      | Matteo Baseggio    | Padovani Polo Cherry Bank         | z.t.     |
| 19      | Thibault Walliang  | Étupes                            | z.t.     |
| 20      | Sander Eeckhout    | The Lead Out Academy              | z.t.     |
|         |                    |                                   |          |
| 55      | Sjors Lugthart     | Visma \| Lease a Bike Dev.        | z.t.     |